# Manzonia wilmae
Manzonia wilmae is een slakkensoort uit de familie van de drijfhorens (Rissoidae). De wetenschappelijke naam van de soort werd in 1987 voor het eerst geldig gepubliceerd door Robert Moolenbeek en Marien J. Faber.

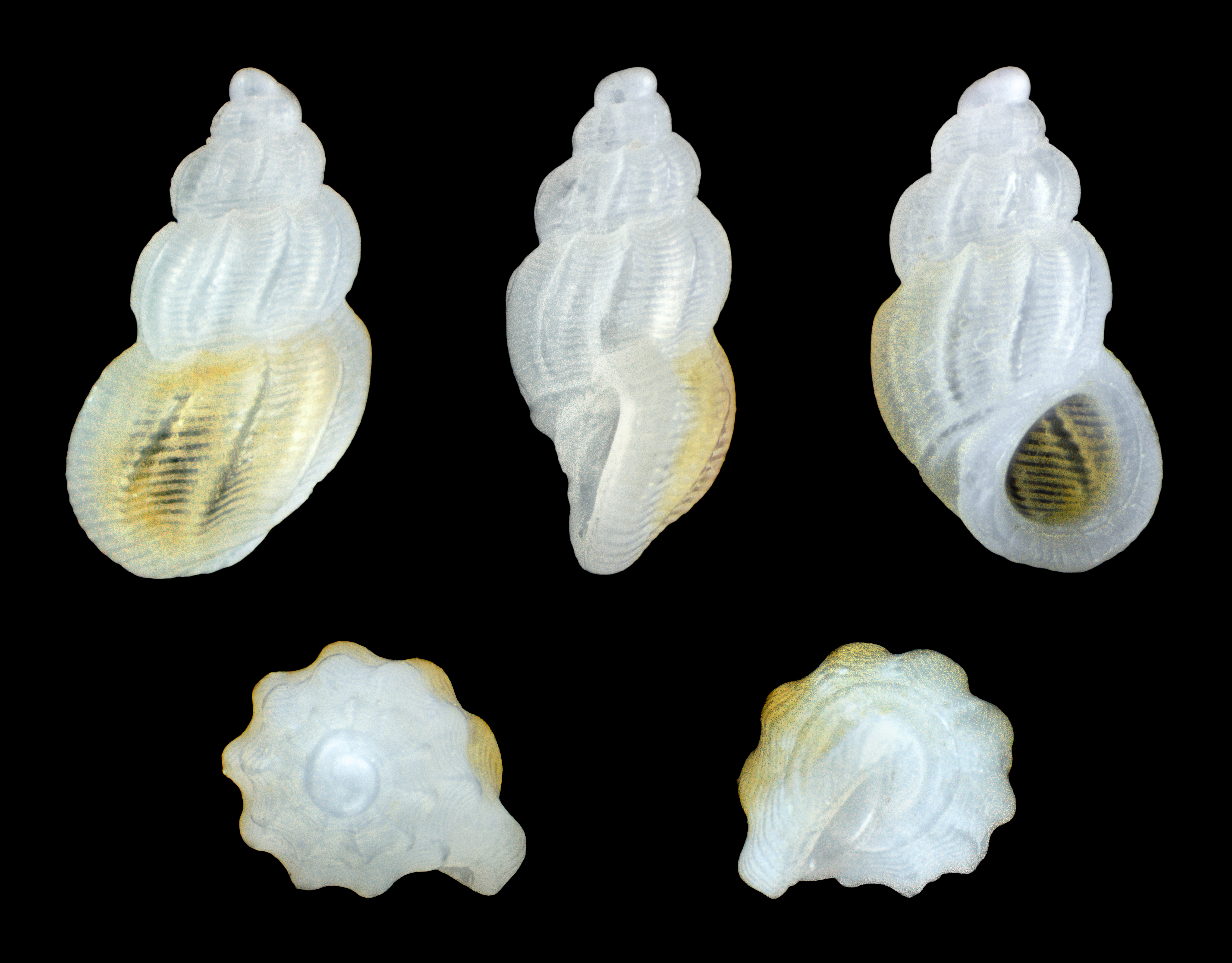